# Carl Ludwig Blume
Carl Ludwig von Blume (Braunschweig, 9 giugno 1796 – Leida, 3 febbraio 1862) è stato un botanico tedesco.

## Biografia

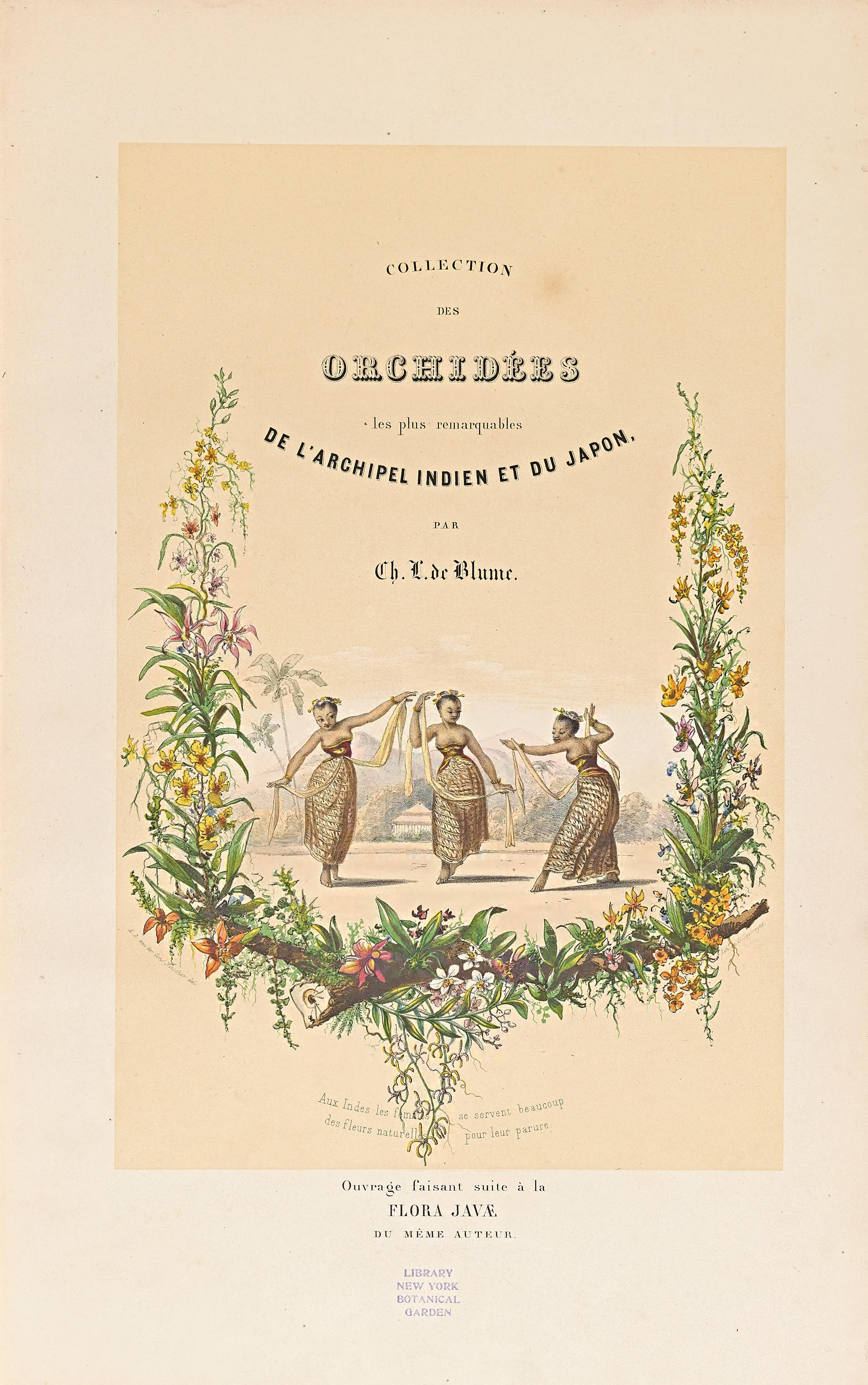
Copertina della Collection des Orchidées les plus remarquables de l'archipel Indien et du Japon

Nato a Braunschweig in Germania, compì i suoi studi alla Università di Leida e trascorse la sua vita professionale nei Paesi Bassi e nelle Indie Orientali Olandesi.
Condusse studi approfonditi sulla flora dell'Asia meridionale, in particolare sull'isola di Giava, allora colonia olandese.
Dal 1822 al 1826 fu direttore dell'Orto botanico di Bogor (Giava), e successivamente dell'Erbario nazionale (Rijksherbarium) dell'Orto botanico di Leida.
Nel 1855, fu eletto come membro straniero dell'Accademia Reale Svedese delle Scienze.
La rivista specializzata di botanica Blumea è un omaggio al suo nome.

## Opere
- Carl Ludwig Blume: Bijdragen tot de flora van Nederlandsch Indië …. 1825-1827 on Botanicus
- Carl Ludwig Blume: Enumeratio plantarum Javae et insularum adjacentium. 1827-1828.
- Carl Ludwig Blume & J. B. Fischer: Flora Javae nec non insularum adjacentium …. 1828-1851.
- Carl Ludwig Blume: Rumphia, sive commentationes botanicae imprimis de plantis Indiae orientalis …. 1836-1849 (4 volumes with 170 illustrations)
- Carl Ludwig Blume: Museum botanicum Lugduno-Batavum …. 1849-1857 on Botanicus